# Hydra (mytologi)
 For alternative betydninger, se Hydra. (Se også artikler, som begynder med Hydra)
Hydra er et kæmpe-søuhyre i den græske mytologi. Hydra kaldes også Uhyret fra Lerna.
Hydra var datter af Ekidna og Tyfon, der begge var børn af guden Gaia. Hydra var søster til Kerberos, Kimaira og Sfinksen.
Hydra havde ni hoveder, hvoraf det midterste var udødeligt. Hvis Hydra mistede et hoved voksede i stedet to nye hoveder frem. De gamle grækere kan, da myten blev skabt, have været inspireret af blæksprutten, hvor en af de mange arme kan genskabes, hvis den mistes.
Såvel Hydras blod som ånde var giftigt.
Hydra boede i en hule i Lernasøen i Argolida på halvøen Peloponnes, hvor hun blev ledsaget af en kæmpekrabbe. Under vandet var indgangen til underverdenen, og Hydra var vagt til denne indgang.
Hydra blev dræbt af helten Herakles i en af dennes tolv helte-gerninger. Herakles brugte et klæde til at beskytte sig mod Hydras giftige ånde. Herakles blev hjulpet af sin nevø Lolaos, der brugte ild til at brænde Hydras sår, når Herakles havde hugget et hoved af, således at der ikke voksede nye hoveder frem.
Herakles begravede det udødelige hoved under en stor sten, og skar kroppen op for at dyppe sine pile i Hydras giftige blod. Herakles brugte senere sine forgiftede pile til at dræbe kentauren Nessos.
Stjernebilledet Hydra er opkaldt efter søuhyret.
Rudolph Tegner har lavet en bronzeskulptur af en atletisk, nøgen Herakles' i kamp med Hydra. Den står nu (efter flere omflytninger) på nordre mole i Helsingør statshavn.

## Herkules og hydraen i kunst
- Caeretansk sortfigurs hydria (ca.346 f.Kr.)
- Mosaik fra Hispania (År 26)
- Sølvskulptur (1530'erne)
- Gravering af Hans Sebald Beham (1545)
- Gustave Moreau (1861)
- John Singer Sargent (1921)
- Hydra von Frz. EUE BERLIN (1914)

## Ekstern henvisning
- Anden gengivelse af Tegners atletiske Herakles

- Wikimedia Commons har flere filer relateret til Hydra (mytologi)